# Lasz Samu
Lasz Samu (Szergény, Vas vármegye, 1859. december 18. – Budapest, 1930. június 8.) geográfus, földrajzi író, állami főgimnáziumi tanár.

## Élete
Szergényben született, ahol atyja Lasz Hermán Erdődy Ferenc gróf bérlője volt (nagyanyja a dukai születésű Hochmann Judith, a Dukai Takách Judit írónő barátnője volt). A középiskola három alsó osztályát a pápai református főiskolában járta és a soproni állami főreáliskolában végezte be, ahol Moller Ede író buzdítására már mint tanuló kezdett írogatni a Sopron című lapba, és Deák Ferenc fölött tartott emlékbeszédét az ottani reáliskolai önképzőkör, melynek titkára volt, jutalomdíjban is részesítette. A budapesti középiskolai tanárképző tagja lett és 1882 májusában a természetrajzból és földrajzból tanári vizsgálatot tett. A budai főreáliskolában mint gyakorló tanár 1882-től 1886-ig működött. Egyidejűleg az Országos Meteorológiai Intézetben mint tollnok dolgozott és Schenzl Guidó vezetése alatt klimatológiával foglalkozott. 1886 júliusában tankerületi tollnok lett a győri főigazgatóságnál, egyúttal pedig a győri főreáliskola helyettes tanára, ahová 1888-ban végleg rendes tanárnak kinevezték. 1898. szeptember 1-jén a budapesti I. kerületi magyar királyi állami főgimnáziumhoz helyezték át. Munkatársa volt a Révai nagy lexikonának is.

## Magánélete
Házastársa Eibenschütz Gizella volt. Lánya Lasz Johanna (Hanna), férjezett Steiner Jenőné.

## Írásai

### Cikkei a következő lapokban
- Sopron (1879 ford. beszélyek németből, franciából, 1880. Nagyné Benza Ida, 1881. A költő otthona, A magyar tengerparton, A méhészet ügye, Tóth Kálmán, nekrológ, Miramare című tárcák, 1882. Greguss Ágost, 1883. A nagyvilág csudás érdekességeiről, Turgenyeff utolsó műve, 1881. tárcák Uj-Budapest (1879. tárcák)
- Független Hírlap (1880. 68. Avirágok szinei)
- Vadász Ujság (1880. A nemzetközi halászati kiállítás Berlinben)
- Magyarország és a Nagyvilág (1880. Berzsenyi Miklós, (1881. A falu árvái, életkép, 1883. tárca)
- Pesti Hírlap (1880. Egyházas – berzsenyi Berzsenyi Miklós, 1883. Ischia, 353. sz. Tersato, a Frangepanok vára, 1884. 274. sz. Túl a Dunán c. tárcák, 1885. január 3. A nálunk telelő madarak érdekében, márc. Emlékezés Zemlinszky Rezsőre, márc. 13. Say Móricz, nekr. máj. 11. A kiállítás maradandó emléke, aquariumot és téli kertet a fővárosnak, 136. sz. Halászatunk és a halászati kiállítás, júl. 7. Selyemtenyésztési kiállításunk, 334. szám. Az Andrássy-uti aquarium, 1886. 16. szám. Csigák és pókok, 161. A kolumbácsi légyről, 1887. 231. Karsay Sándor jubileuma)
- Pápai Lapok (1880. Széchenyi ünnep és rajz, tárca, 1881. Kiss György szobrász élet- és jellemrajza, 1882., 1884. tárcák 1885., Say Móricz)
- Halászati Lapok (1882. Tenyésszük a potykát, A tógazdaságról Max von dem Borne után, A vitéz szemling)
- Méhészeti Lapok (1880., Méhtenyésztési módok és eszközök, Kühne után, 1882. Szíj Lajos, nekrológ)
- Magyar Salon (1885. Kriesch János)
- Magyar Ifjúság Lapja (1885. A cserebogár, Szegénykék, a madárvédelem ügyében írt cikk)
- Vasmegyei Lapok (1886. Hollósy Jusztinián, A szombathelyi polgári és kereskedelmi iskola szervezéséhez, 1888. Szoba-kertészet)
- Győri Hiradó (rendes munkatársa, 1886. Győr ivóvize, Vámbéry Ármin, 1887. Főreáliskolánk és a latin nyelv)
- Győri Közlöny (rendes, majd főmunkatársa, 1888. Tudományos apróságok, Idealismus és realismus, Városunk egészségeért, 1889. Társadalmunk és egészségügyünk, Méry Károlyról, egy új műfordítóról, Koltai Virgilről és műveiről, Edison és laboratoriuma, számos vezér- és tárcacikk, 1891. 33. Könyvtárt Győrnek)
- Győri Hirlap (1889. Népszerű előadások, A Balaton partjáról, A khinaiak gyógyászati tudománya, 1896. Vízrajzi viszonyaink, 1898-1899. Állatorvosi főiskola, Kincses Kolozsvárról, Az Ünökő lábánál, dr. Serényi Imre)
- Tapolcza és Vidéke (1896. Hozzuk haza Bacsányi hamvait, 1897. Bacsányi-kultuszunk, Bacsányi sírja, 1898-99.)
- Természettudományi Közlöny Pótfüzete (1896. A holttetemek faunája)
- Földrajzi Közlemények (1897. A franczia Szahara, 1899. A délsarki expeditiók)
- M. Kritika (könyvismertetések)
- Egyenlőség (1899. Középiskolai stipendiumok)
- Dunántuli Képes Naptár (1881. Somló, Ságh és Kemenesalja, 1882. Balaton-Füred)
- Paedagogiai Plutarch (III. 1888. Dr. Németh Antal)

A Győri Híradónak szerkesztőtársa volt 1888-ban. Az ő szerkesztésében jelent meg az Emléklap szeretett kartársának Sarlay János bátyjának a győri magyar királyi állami főreáliskolai tanári kar. Győr, 1895. című füzet is.

## Munkái
- Egy agg tudósról. Budapest, 1883. (Dr. Lewis Lajos élet- és jellemrajza, magyar és német szöveggel.)
- A vulkanizmusról. Budapest, 1883. (Különnyomat a Földrajzi Közleményekből.)
- Szövő-fonó mesterek. Budapest, 1885. Hét rajzzal, (Különnyomat a Magyar Salonból; a szerkesztőség által kitűzött 150 franknyi jutalmat nyerte el.)
- Növénytan középiskolák és felsőbb tanintézetek használatára. Budapest, 1884. 336 ábrával. (Pant K. után fordította és a hazai viszonyokra alkalmazta Páter Bélával.)
- A rovarok az iparban és kereskedelemben. Győr, 1887. (Felolvasás.)
- Szeretet és szerelem az állatvilágban. Győr, 1888. (Felolvasás.)
- A győri m. kir. állami főreáliskola története. Győr, 1889. (A győri főreáliskola Értesítője.)
- Kincses szekrény. Hebel után a magyar ifjúság számára. Uo. 1892. Hat színes képpel. (Ism. Néptanítók Lapja.)
- A déli sarkvidék. Budapest, 1896. (Különnyomat a Földrajzi Költeményekből.)
- A délsarki expeditiók. Budapest, 1896. (Különnyomat a Földrajzi Közleményekből.)
- A muzsikáló halak. Budapest, 1898. (Különnyomat a Természetből.)
- Földrajz a gymnasiumok és reáliskolák számára. I. Középiskolánk I. osztályának tankönyve. Budapest, 1900. Térképekkel és rajzokkal. (Ism. 1899: Nemzeti Iskola, M. Hirlap 271., Magyarország 273., Középiskolai Tanáregy. Közl. 1900., 15. Magyar Kritika 1889., 4-ik szám, Pesten Lloyd 239. szám. A II. kötet sajtó alatt.)

## Álnevei és jegyei
Lászi, Aliquis, Senex, Sokorói, Rhododendron, Aucun, Veterán, -sz-u, L., l. s., – sz. és a – b.